# Gare du Hasenrain
La gare du Hasenrain est une gare ferroviaire française fermée de la ligne de Paris-Est à Mulhouse-Ville, située sur le territoire de la commune de Mulhouse, dans le département du Haut-Rhin, en région Grand Est.
C'est une halte fermée de la Société nationale des chemins de fer français (SNCF), desservie jusqu'en décembre 2017 par des trains TER.

## Situation ferroviaire
Établie à 246 mètres d'altitude, la gare du Hasenrain est située au point kilométrique (PK) 489,620 de la ligne de Paris-Est à Mulhouse-Ville, entre les gares de Brunstatt (fermée) et de Mulhouse-Ville.
Par ailleurs, le raccordement court de Mulhouse, construit à proximité, permet d'éviter la traversée de la gare de Mulhouse-Ville (voire un rebroussement dans cette dernière) ; la halte du Hasenrain est également contournée par ce raccordement.

## Histoire
L'arrêt a été originellement créé au XIXe siècle pour desservir la Société alsacienne de constructions mécaniques (SACM). Il est alors très utilisé par les ouvriers de cette usine.
Selon les estimations de la SNCF, la fréquentation annuelle de la halte s'élève à 395 voyageurs en 2016 et 566 en 2017. En invoquant cette faible fréquentation, la SNCF a cessé de la desservir à l'occasion de la mise en place du « service annuel 2018 », le 10 décembre 2017 ; le dernier arrêt d'un train, sur la relation TER Grand Est Belfort – Mulhouse, est donc intervenu la veille. Cela occasionne le mécontentement des usagers réguliers, qui ont lancé une pétition.